# Jorie Graham
Jorie Graham (New York, 9 maggio 1951) è una poetessa statunitense.

## Biografia
Figlia del giornalista Curtis Bill Pepper e della scultrice e pittrice Beverly Pepper, è nata a New York nel 1951.
Cresciuta in Italia e in Francia, ha studiato filosofia all'Università di Parigi (partecipando alle proteste durante il Maggio francese assieme a Daniel Cohn-Bendit e finendo arrestata) e cinematografia all'Università di New York prima di conseguire un Master of Fine Arts presso l'Iowa Writers' Workshop dell'Università dell'Iowa.
Ha iniziato a scrivere poesie negli anni '70 e ha pubblicato la sua prima raccolta, Hybrids of Plants and of Ghosts, nel 1980 e in seguito ha dato alle stampe altre quindici raccolte di liriche.
Tra le più importanti poetesse nordamericane contemporanee, nel 1996 ha ottenuto il Premio Pulitzer per la poesia  con The Dream of the Unified Field e nel 2013 il Premio Nonino Internazionale.
Prima poetessa statunitense insignita del Forward Poetry Prize, ha insegnato all'Università dell'Iowa ed è professoressa di retorica e oratoria ad Harvard, incarico precedentemente occupato da Seamus Heaney

## Opere
- Hybrids of Plants and of Ghosts (1980)
- Erosion (1983)
- The End of Beauty (1987)
- Region of Unlikeness (1991)
- Materialism (1993)
- The Dream of the Unified Field: Selected Poems 1974-1994 (1995)
- The Errancy (1997)
- Photographs and Poems (1998)
- Swarm (2000)
- Never (2002)
- Overlord (2005)
- L'angelo custode della piccola utopia: poesie scelte 1983-2005, Roma, Luca Sossella, 2008 a cura di Antonella Francini ISBN 978-88-89829-62-2.
- Sea Change (2008)
- Il posto (Place, 2012), Milano, Mondadori, 2014 traduzione di Antonella Francini ISBN 978-88-04-63579-6.
- From The New World: Poems 1976-2014 (2015)
- Fast (2017), Milano, Garzanti, 2019 traduzione di Antonella Francini ISBN 978-88-11-60767-0.

## Premi e riconoscimenti
- Whiting Award: 1985 vincitrice nella categoria "Poesia"[12]
- Premio Pulitzer per la poesia: 1996 vincitrice con The Dream of the Unified Field
- Forward Poetry Prize: 2012 vincitrice nella categoria "Miglior raccolta" con Il posto
- Premio Nonino: 2013 vincitrice nella categoria "Internazionale Nonino"